# 三好潤子
三好 潤子（みよし じゅんこ、1926年8月15日 - 1985年2月20日）は、日本の俳人。本名、三好みどり。

## 略歴
大阪府大阪市に生まれる。
1939年に大阪市三先尋常小学校を、1947年に大阪女学院（ウヰルミナ女学院）を卒業する。小学校在学中の1935年には急性虫垂炎や右腎結核を、女学院在学中には中耳結核や急性肝炎を患い、生涯病に悩まされる。
また1938年1月8日には自宅が大阪市港区夕凪橋の自宅を延焼により失い、1941年に再建。その自宅を旅館「夕凪橋」として母が経営することとなったが、1947年に5人組の強盗に押し入られる。自身は2階におり難を逃れたため、機転を利かせて逮捕に協力。このことから、母とともに警察から表彰されたが、その時の築港警察署の司法主任が後に師事することとなる榎本冬一郎であった。
その時の出会いが縁となり、榎本冬一郎が折に触れて旅館を会合に使うようになり、またそのたびに部下や俳人を引き連れていたことから、俳句の手ほどきを受けるようになる。1952年、榎本冬一郎の俳誌「群蜂」加入。翌年の1953年には後に師事することとなる山口誓子と「天狼」5周年大会で出会う。1954年、「群蜂」同人。1958年に再び入院する。
1963年には、それまで染色家の芹沢銈介に教わっていた葛纈染の道をあきらめ、俳句と向き合う決意をする。翌1964年に「天狼」の第1回コロナ賞を受賞（以降「天狼」では、スバル賞を計4回受賞する）。この頃から俳句表現に悩み、社会性俳句についていけなくなったことから、榎本冬一郎の許可を得て「群蜂」を脱会、「天狼」に入会する。1966年、「天狼」同人に推薦される。同年、脊椎の手術をするため、入院。
1969年に処女句集の『夕凪橋』を上梓。1970年には両下肢血管栓塞症により足を切断しなければならないほど症状が悪化するも、平癒する。1976年には母が死去。同年第2句集『澪標』を上梓する。1983年には第3句集『是色』を上梓したが、山口誓子に随行した中国への旅行から戻った数日後に、左半身が麻痺して倒れ、入院。右脳グリオブラストーマと診断される。一旦は回復するも、1985年2月20日0時20分、没。58歳。絶筆は「髪洗ひたし洗ふほど髪もなし」。

## 作風
即物具象に沿っているが、情緒を十分に含んだ作風である。山口誓子はその俳句を評して「今日生きていることを強く表現」している、と述べている。また、『夕凪橋』の選句に携わった小島政二郎は「女性の新鮮な官能が、感情が、神經が、肉體が、彼女の俳句の中に脈打つてゐる」と感想を記している。代表句に「雪片の負けず嫌ひが先争ふ」、「葡萄箱釘の早打ち父子して」。

## 著書
- 『夕凪橋』牧羊社、1969年。NCID BA38181637
- 『澪標』角川書店、1976年11月。全国書誌番号:77030002、NCID BN14161717。
- 『是色』牧羊社、1983年7月。全国書誌番号:84024243、NCID BA60917345。
- 『花吹雪 : 三好潤子俳句抄』潤春会、1985年8月。全国書誌番号:86060832、NCID BA60956121。
- 『曼珠沙華 : 三好潤子全句集』ふらんす堂、1989年7月。ISBN 4894020041